# Cantó de Sant Donat
El cantó de Sant Donat és un cantó francès del departament de la Droma, situat al districte de Valença. Té 9 municipis i el cap és Sant Donat.

## Municipis
- Arthémonay
- Bathernay
- Bren
- Charmes-sur-l'Herbasse
- Chavannes
- Margès
- Marsaz
- Montchenu
- Sant Donat

| Data d'elecció                           | Identitat         | Partit                           | Qualitat |
| ---------------------------------------- | ----------------- | -------------------------------- | -------- |
| 1951-1976                                | André Bossanne    | MRP, després CD, després UDF-CDS |          |
| 1976-1982                                | M. Galland        | PS                               |          |
| 1982-1988                                | André Bossanne    | UDF-CDS                          |          |
| 1988-2008                                | Aimé Chaléon      | Divers droite                    |          |
| 2008-                                    | Jean-Louis Bonnet | Divers gauche                    |          |
| les dades anteriors no són pas conegudes |                   |                                  |          |